# La Pagaille
Pour plus de détails, voir Fiche technique et Distribution.
La Pagaille est un film français de Pascal Thomas sorti en 1991.

## Synopsis
Brigitte et Martin se sont mariés jeunes, et vivent séparément. Mais un jour leur fille Emilie les trouve dans les bras l'un de l'autre. Situation qui sème la pagaille chez Martin, où se croisent ses enfants, sa maîtresse,son beau-père turfiste...tandis que son entreprise est menée par une nouvelle patronne.

## Fiche technique
- Réalisation : Pascal Thomas
- Scénario : Adriano Incrocci, Pascal Thomas et Agenore Incrocci
- Décors : Willy Holt
- Musique : Vladimir Cosma
- Photographie : Renan Pollès
- Genre : comédie
- Durée : 100 minutes (1H40)
- Date de sortie : 
  - France -  24 avril 1991

## Distribution
- Rémy Girard : Martin
- François Périer : Gabriel,beau-père de Martin
- Patrick Chesnais : Jean-Jacques, compagnon de Brigitte
- Clément Thomas : Clément, fils de Jean-Jacques et Brigitte
- Emilie Thomas : Émilie, sœur de Clément
- Sabine Haudepin : Patricia, maîtresse de Jean-Jacques
- Coralie Seyrig : Brigitte, épouse de Martin
- Nada Strancar : Adèle Jourdain, patronne de Martin
- Olga Vincent : Anita, amie de Clément
- Lorella Cravotta : Chantal, secrétaire de Martin
- Jean-Marc Roulot : Michael, collègue de Martin
- Jean-Paul Bonnaire : le chef des déménageurs
- Patrice Minet : le Concierge de l'hôtel
- Sophie Mounicot : Thérèse, amie de Brigitte
- Nathalie Lafaurie : Martha, dans Qui a peur de Virginia Woolf?